# Divisione di Bilaspur
La divisione di Bilaspur è una divisione dello stato federato indiano del Chhattisgarh, di 5 586 387 abitanti. Il suo capoluogo è Bilaspur.
La divisione di Bilaspur è stata reintrodotta dal governo statale con decisione del 31 marzo 2008, dopo che nel 2002 era stata abolita dal precedente governo; comprende i distretti di Bilaspur, Janjgir-Champa, Korba e Raigarh. Il 14 aprile 2008 il governo statale ha nominato alla guida della divisione il commissario Shiv Kumar Tiwari.